# 李養正
李养正（1559年—1630年），字若蒙，号玄白，直隶大名府魏县人，明朝政治人物。

## 生平
萬曆十六年（1588年）戊子科順天乡试第四十名举人，萬曆二十三年登礼部会试第二十三名，丁内艰，未殿试。萬曆二十六年（1598年）補戊戌科廷试，登三甲第216名，賜同進士出身。
吏部觀政，二十七年八月授山西闻喜县知县，赴任不久调繁河南光山县，分考三十一年癸卯科河南鄉闈，薦五人，刘可法、李若星、杜文焕三人為名宦。
萬曆三十二年（1604年）举卓异，擢授南京吏部主事。萬曆三十四年改北京吏部验封司主事，萬曆三十六年（1608年）晋稽勲司郎中，給假歸省。萬曆三十八年起復考功司郎中，萬曆四十一年春任癸丑科会试同考官，门生周之桢等二十四人，同年秋调任文选司郎中，歴任太常寺少卿，提督四夷馆，萬曆四十六年升都察院右佥都御史、巡抚河南。
泰昌元年（1620年），晉总督漕運户部右侍郎。天启二年（1622年）十月，升南京刑部尚书。四年致仕。天启五年正月，以前平山東白莲教妖寇，加太子少保，起復入为刑部尚书。魏忠贤擅政，即致政歸。魏璫伏诛，崇祯元年（1528年）十月起为南京刑部尚書，辭病不赴，崇祯三年十一月十七日卒，享年七十二，賜祭葬。

## 家族
原籍山西襄垣人，至明初李得林徙居魏县。曾祖李鑑。祖父李郡，卫知事。父李萬策，官教谕。前母郭氏，母劉氏，贈夫人。